# Rutzenham
Rutzenham är en ort och kommun i Österrike. Den ligger i distriktet Vöcklabruck i förbundslandet Oberösterreich, 200 kilometer väster om huvudstaden Wien. 
Kommunen består av sju orter (Ortschaften) (inom parentes invånarantal 1 januari 2024):

- Anzental (36)
- Bach (141)
- Bergern (42)
- Kirchdorf (19)
- Mühlparz (15)
- Pichl (8)
- Rutzenham (34)